# Konica Minolta

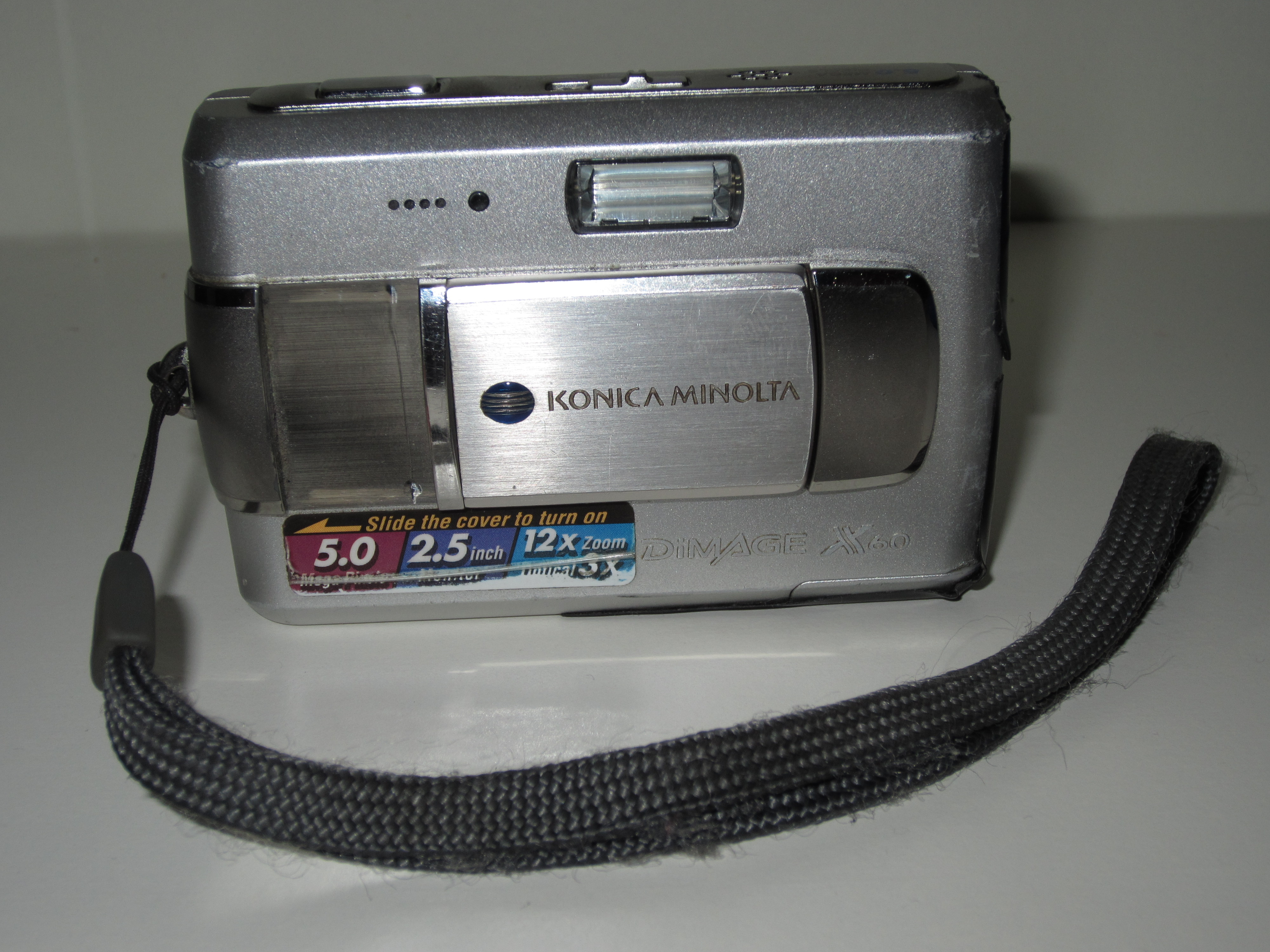
Konica Minolta DiMAGE X60.

Konica Minolta Holdings, Inc. (コニカミノルタホールディングス Konika Minoruta Hōrudingusu) es una multinacional japonesa fabricante de equipos de impresión de producción y comercial, multifuncionales de oficina, sistemas ópticos industriales, equipamiento médico, así como desarrollador y proveedor de soluciones empresariales en los campos de la imagen y la gestión documental.
Su sede central se encuentra en el distrito financiero de Tokio, tiene una filial en España, y cuenta con presencia en muchos otros países del mundo.

## Historia
Konica Minolta nació en 2003 por la fusión de dos empresas anteriores: Konica y Minolta, cuya historia se remonta al año 1873, cuando comenzaron a fabricarse materiales fotográficos en Japón. De hecho, ambas empresas eran conocidas por sus aportaciones a la historia de la fotografía, con avances como el enfoque manual en los años 60, las réflex de enfoque automático (comercializadas bajo la denominación Minolta Dynax en Europa) y las cámaras réflex digitales en los años 90 del siglo pasado.
La unidad de negocio de fotografía y la línea de producción de DSLR fue vendida a la también japonesa Sony en 2006 para crear la gama Sony α. Paulatinamente, Konica Minolta abandonó el sector fotográfico para centrarse en sus demás áreas de producción, que van desde los equipos de impresión y copia hasta los servicios empresariales y la consultoría o las soluciones y el software de gestión empresarial).
A partir de 2009 la compañía reorienta su actividad hacia la prestación de servicios de valor añadido, principalmente en los campos de la imagen y la impresión profesional, lo que dará como resultado la aparición de Optimized Print Services (OPS), que añaden consultoría y soporte a la implementación de soluciones completas.
En el marco de esta estrategia de ampliación de sus actividades a la prestación de consultoría y servicios y diversificación de negocio, Konica Minolta ha adquirido participaciones parciales o totales en varias empresas, como ha sido el caso con Charterhouse PM, Develop GmbH, Indicia, Mobotix, MGI Digital Technology, Ambry Genetics o ispace.
Así mismo, la firma japonesa ha invertido en los últimos años en la puesta en marcha de cinco Business Innovation Centres (BIC) en diversas ubicaciones en todo el mundo, con el fin de promover la adquisición de conocimiento y desarrollo de soluciones destinadas a sus clientes.

## Unidades de Negocio
Konica Minolta Holdings posee áreas de negocio dotadas de gran autonomía.
- Soluciones de Negocio, que se ocupa de servicios IT, oficina digital, impresión profesional e innovación de negocios.
- Sanidad, orientada a la digitalización de procesos sanitarios y al procesamiento de imagen.
- Instrumentos de medición, centrada en la utilización de sensores para el control de calidad y otras aplicaciones.
- Inkjet industrial, para todo lo relacionado con impresión de tinta profesional.

## Konica Minolta en España
En España, la empresa está presente a través de Konica Minolta Business Solutions Spain, cuyas oficinas centrales están ubicadas en Madrid, y cuenta además con presencia en todo el territorio nacional a través de ocho delegaciones y una red de más de 80 distribuidores que prestan servicio en toda España. Con más de 350 empleados, tiene una facturación aproximada de 70 millones de euros.

## Sostenibilidad y compromiso con el medio ambiente
Como reconocimiento a la importancia que Konica Minolta otorga a la protección del medio ambiente, la empresa consigue en los últimos años varios premios, menciones y acreditaciones a su gestión y calidad ambiental de sus sistemas: Dow Jones Sustainability World Index (2014), Encuesta de Gestión Medioambiental Nikkei (2015), ecoVadis Gold (2016 y 2017), Dow Jones Sustainability World Index (2019) e inclusión en la lista de las 100 compañías más sostenibles en el mundo.

## Patrocinios deportivos
En 2005, la compañía inició una serie de patrocinios deportivos en varios países:
- Fue el patrocinador principal del equipo ciclista sudafricano mixto Team Konica Minolta/Bizhub, que tomó su nombre de la marca y de una de sus líneas de productos, entre 2005 y 2009. Desde la temporada 2010 este patrocinio continua sólo con el equipo femenino.
- Durante las temporadas 2005 y 2009 fue el patrocinador oficial del equipo de fútbol Saint Etienne, que compite en la primera división francesa que ostenta el honor de ser el que posee más títulos de Francia.[9]
- Entre 2008 y 2009 se convirtió en partner oficial de Fórmula BMW.[10]
- En la temporada 2011-2012 patrocina al Atalanta, equipo de fútbol de la serie A italiana.[11]
- En 2015 fue uno de los patrocinadores oficiales de la Copa Asiática de aquel año.[12]
- Desde 2014 Konica Minolta es el patrocinador principal del exitoso equipo del IMSA Wayne Taylor Racing, logrando numerosos éxitos entre los que se incluyen varias victorias en las 24 Horas de Daytona.[13][14]
- Desde 2018 Konica Minolta patrocina al equipo de fútbol [http://cfgaldarkonicaminolta.es Gáldar Konica Minolta] Archivado el 10 de octubre de 2019 en Wayback Machine. de Gáldar (Gran Canaria).[15]

- Konica Minolta es también patrocinador del Campeonato del Mundo de Golf Amateur.[16]
- También fue patrocinador del auto de carreras Minolta Toyota 88C-V ´88